# Gare de Brebach
 (septembre 2016).
Si vous disposez d'ouvrages ou d'articles de référence ou si vous connaissez des sites web de qualité traitant du thème abordé ici, merci de compléter l'article en donnant les références utiles à sa vérifiabilité et en les liant à la section « Notes et références ».
La gare de Brebach est une gare ferroviaire allemande, située sur le territoire du quartier de Brebach-Fechingen (commune de Sarrebruck), dans le land de la Sarre.
Elle appartient à la catégorie 6 des gares allemandes.